# بلینگهام (ماساچوست)
بلینگهام(به انگلیسی: Bellingham) شهرکی در شهرستان نورفولک ایالت ماساچوست می‌باشد که در سال ۱۷۱۹ بنیان‌گذاری شده‌است. این شهرک در سرشماری سال ۲۰۱۰ میلادی، ۱۶٬۳۳۲ نفر جمعیت داشته‌است.